# Калливере
Калливере (фин. Kalliviere) — деревня в Кузёмкинском сельском поселении Кингисеппского района Ленинградской области.

## История
Впервые упоминается в писцовых книгах Шелонской пятины от 1571 года как деревня Пустошка на реке Росоне — 12 обеж в Ямском Окологородье.
Согласно шведским «Балтийским писцовым книгам» (Baltiska Fogderäkenskaper) деревня носила названия: Kallewerra (1585 год), Kalleweera (1586 год) и Kaluis (1589 год). В 1586 году владельцем 6 обеж земли в деревне являлся Bertill Mattzsonn, он же (под именем Bärtill Matzonn) являлся землевладельцем в 1589 году.
Затем как деревня Pustofschi by — 12 обеж, она упоминается в шведских писцовых книгах 1618—1623 годов.
На карте Ингерманландии А. И. Бергенгейма, составленной по шведским материалам 1676 года, она обозначена как деревня Postoskie при мызе Rosana Hoff.
На шведской «Генеральной карте провинции Ингерманландии» 1704 года — как Putefzchoi.
Как деревня Пустайоки она упомянута на «Географическом чертеже Ижорской земли» Адриана Шонбека 1705 года.
Как деревня Фетинская на карте Санкт-Петербургской губернии Я. Ф. Шмидта 1770 года.
На карте Санкт-Петербургской губернии Ф. Ф. Шуберта 1834 года обозначена как деревня Фитинская (Каллевер, Новая).

ФИТИНСКАЯ — деревня принадлежит Казённому ведомству, число жителей по ревизии: 82 м. п., 88 ж. п. (1838 год)

В пояснительном тексте к этнографической карте Санкт-Петербургской губернии П. И. Кёппена 1849 года она записана как деревня Kalliwieri (Фитинская, Фитинка), а также указано количество её населения на 1848 год: савакотов — 63 м. п., 71 ж. п., ижоры — 33 м. п., 22 ж. п., всего 189 человек. Ижоры относились к православному Кейкинскому Петропавловскому приходу, савакоты — к лютеранскому приходу Косёмкина.
На карте профессора С. С. Куторги 1852 года упомянута деревня под названием Фитинская (Калевер, Новая).

ФИТИНА — деревня Ведомства государственного имущества, 21 верста по почтовой, а остальное по просёлочной дороге, число дворов — 20, число душ — 96 м. п. (1856 год)

ФИТИНКА — деревня, число жителей по X-ой ревизии 1857 года: 99 м. п., 103 ж. п., всего 202 чел.

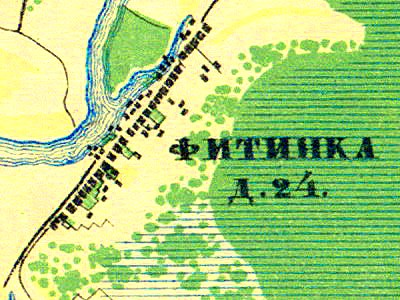
Деревня Калливере (Фитинка) на карте 1860 года

В 1860 году деревня называлась Фитинка и насчитывала 24 двора.

ФИТИНКА (КОЛЬВЕРИ) — деревня казённая при реке Россони, число дворов — 29, число жителей: 115 м. п., 120 ж. п. (1862 год)

Согласно данным 1867 года в деревне находилось волостное правление Наровской волости, волостным старшиной был крестьянин-собственник Фитинского сельского общества Конон Иванов.
В состав Наровской волости входило село Кейкино и деревни: «Арсия, Венкуль, Волкова, Выбья, Гаккая, Извоз, Илькина, Кайболова, Карастель, Конная, Кузёмкина, Куравицы, Липова, Мановка, Мертвецы, Орёл, Поповка, Саракуль, Фёдоровская, Фитинка, Хамолова».

ФИТИНКА — деревня, по земской переписи 1882 года: семей — 52, в них 124 м. п., 129 ж. п., всего 253 чел.

ФИТИНКА — деревня, число хозяйств по земской переписи 1899 года — 61, число жителей: 141 м. п., 151 ж. п., всего 292 чел.
 разряд крестьян: бывшие государственные; народность: финская

В конце XIX — начале XX века деревня административно относилась к Наровской волости 2-го стана Ямбургского уезда Санкт-Петербургской губернии.
В 1909 году в деревне открылась земская школа. Учителем в ней работал «Г. Пяярё (эстонец)». По данным на 1913 год в школе обучались 18 мальчиков и 16 девочек лютеранского вероисповедания, а также 24 мальчика и 13 девочек других вероисповеданий.
С 1912 года в Калливере работал сельскохозяйственный кооператив.
В 1920 году по Тартускому мирному договору, территория на которой находилась деревня Калливере — так называемая Эстонская Ингерманландия, отошла независимой Эстонии.
В 1923 году в Калливере начало работу «Просветительское общество ингерманландских финнов Эстонии» («Eesti-Inkeri sivistysseura»), председателем которого был Самуэль Соммер, известный общественный деятель приграничья, философ и редактор журнала «Eesti Hõim». В июне того же года в Калливере прошёл первый песенный праздник Эстонской Ингерманландии.

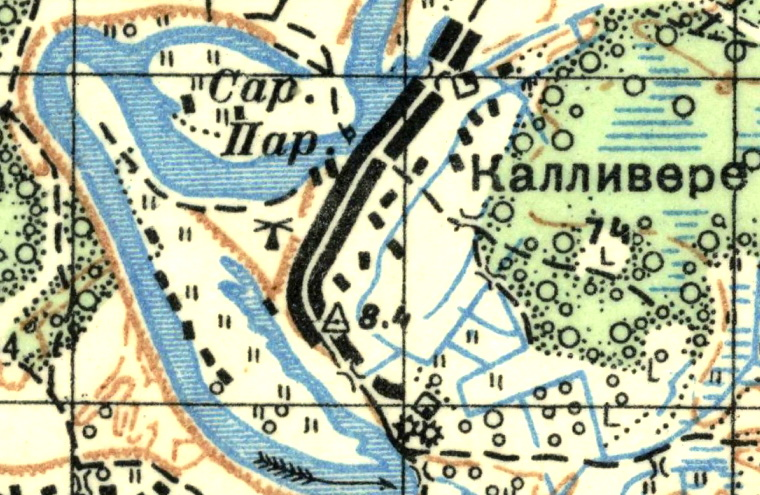
План деревни Калливере. 1926 год

Согласно советской топографической карте 1926 года деревня насчитывала 74 крестьянских двора. В деревне была одна ветряная и две водяных мельницы. С противоположным берегом реки Россонь она была связана паромной переправой.
В 1930 году на пожертвования жителей Эстонской Ингерманландии и средства собранные Морским миссионерским обществом Финляндии в Хельсинки, по проекту архитектора Н. В. Шевелёва в деревне было начато строительство кирхи. Место для строительства было выбрано между деревнями Ванакюля (Илькино) и Калливере, где до этого уже были выстроены здания школы, пограничной комендатуры и почтового агентства. 16 мая состоялось торжественная закладка углового камня в фундамент будущей церкви.
25 октября 1931 года состоялось торжественное освящение кирхи, которое провёл прибывший из Финляндии епископ Яакко Гуммерус. От Финской евангелическо-лютеранской церкви присутствовали 12 пасторов, Эстонскую церковь представлял пробст Якоб Ялаяс. Храм стал центром нового прихода Церкви Ингрии — Калливиере (Эстонская Ингерманландия).
В 1930-е годы в деревне стали появляться радиоприёмники, в каждом доме имелись велосипеды. Работала четырёхклассная народная школа с обучением на финском языке. В деревне действовали три магазина.
В 1936 году на сельскохозяйственной выставке в Таллине выступала исполнительница народных песен из деревни Калливере, ингерманландка Валпури Вохта. Она родилась в Калливере в 1888 году. В 1937 году в Таллине были сделаны студийные записи её песен.
В период с 1920 по 1940 год деревня находилась в составе волости Нарва, Эстония.
С 1940 по 1944 год — в составе Эстонской ССР.
В 1943 году в деревне проживали 293 человека. За жителями деревни числилось: 218,4 га обрабатываемых сельхозугодий, 43 лошади, 107 коров, 90 овец и 29 свиней.
Деревня была освобождена от немецко-фашистских оккупантов 3 февраля 1944 года.
В 1944 году деревня была передана в состав Ленинградской области РСФСР.
В 1946 году приходская кирха была разобрана и перевезена в деревню Венекюля. Там её использовали под клуб, избу-читальню, а позднее под склад сельхозпродукции и свинарник.
По данным 1966 и 1973 годов деревня Калливере находилась в составе Куровицкого сельсовета Кингисеппского района.
По данным 1990 года деревня Калливере входила в состав Кузёмкинского сельсовета.
Население деревни в 1997 году — 31 человек, в 2002 году — 21 человек (русские — 76 %), в 2007 году — 23, в 2010 году — 18.

## География
Деревня расположена в западной части района на автодороге 41К-586 (подъезд к дер. Калливере).
Расстояние до административного центра поселения — 14 км.
Деревня находится на берегу реки Россонь к северу от деревни Коростель.

## Демография
| 1862 | 2007 | 2010 | 2017 |
| ---- | ---- | ---- | ---- |
| 235  | ↘23  | ↘18  | ↘16  |

Согласно данным Всероссийской переписи населения 2021 года в деревне проживали 65 человек, национальность не указали.

## Фото

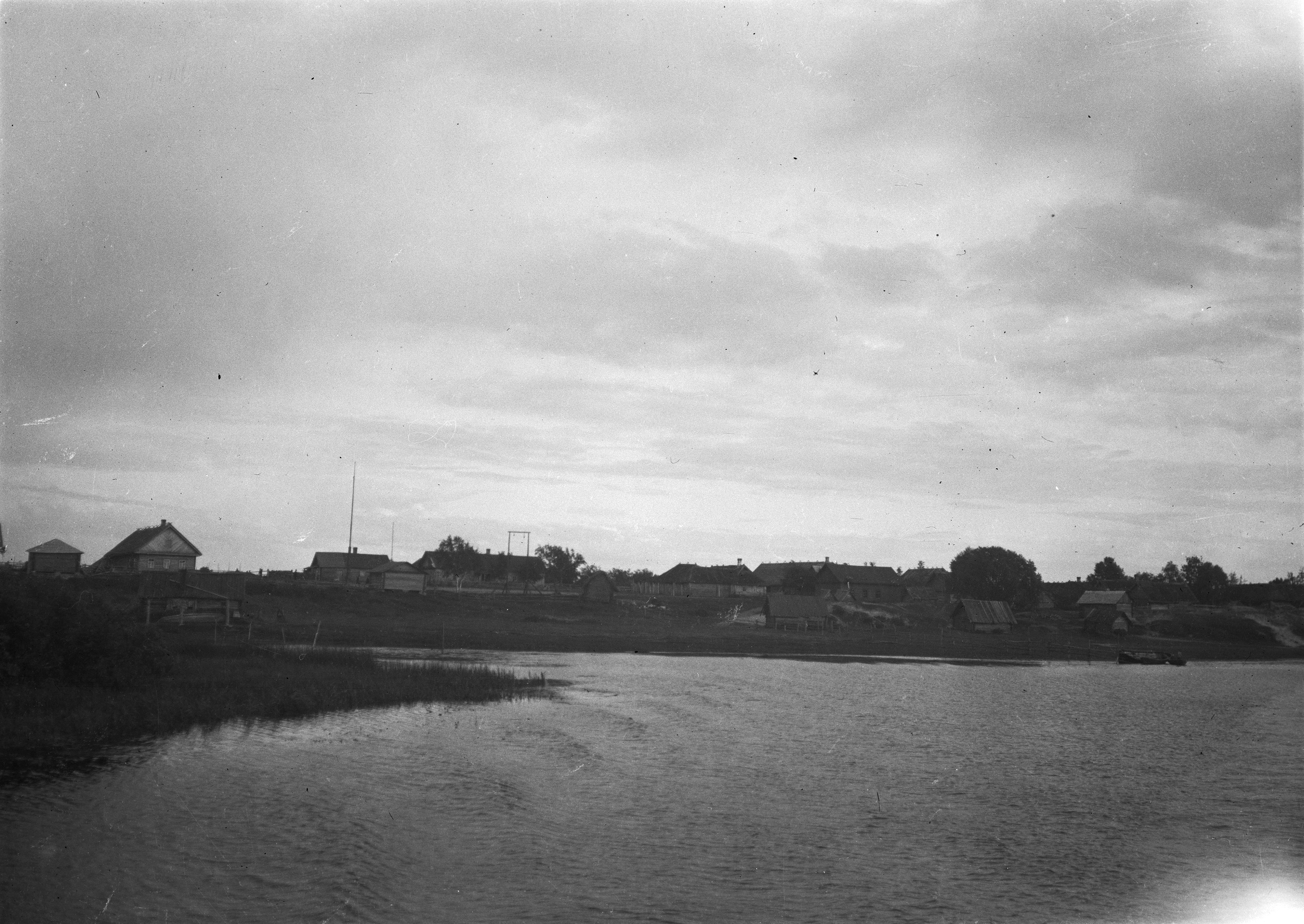
Деревня Калливере. 1914 год
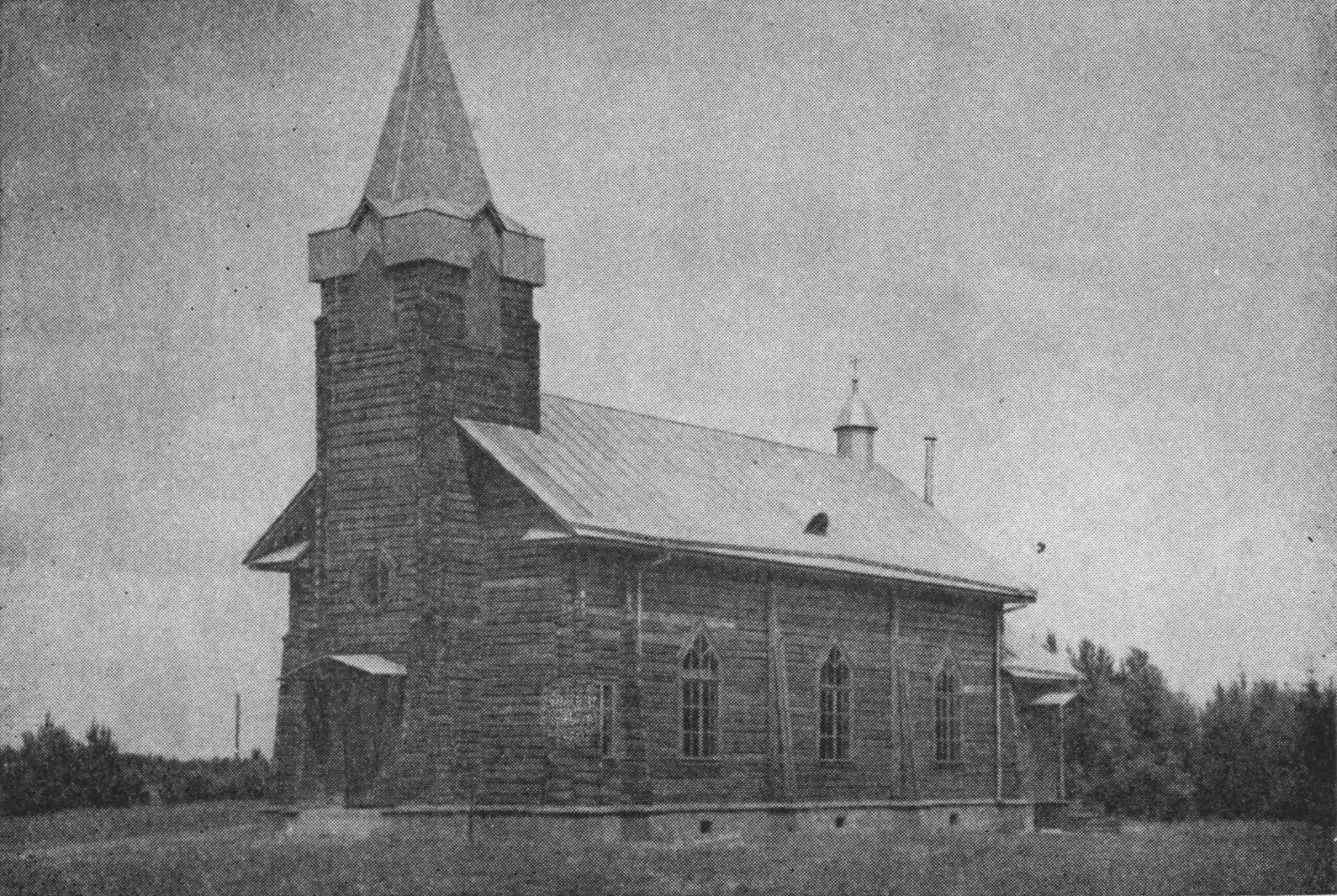
Строящаяся кирха. 1931 год
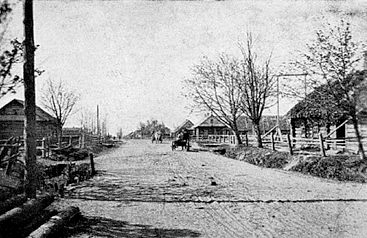
Деревня Калливере. 1930-е годы
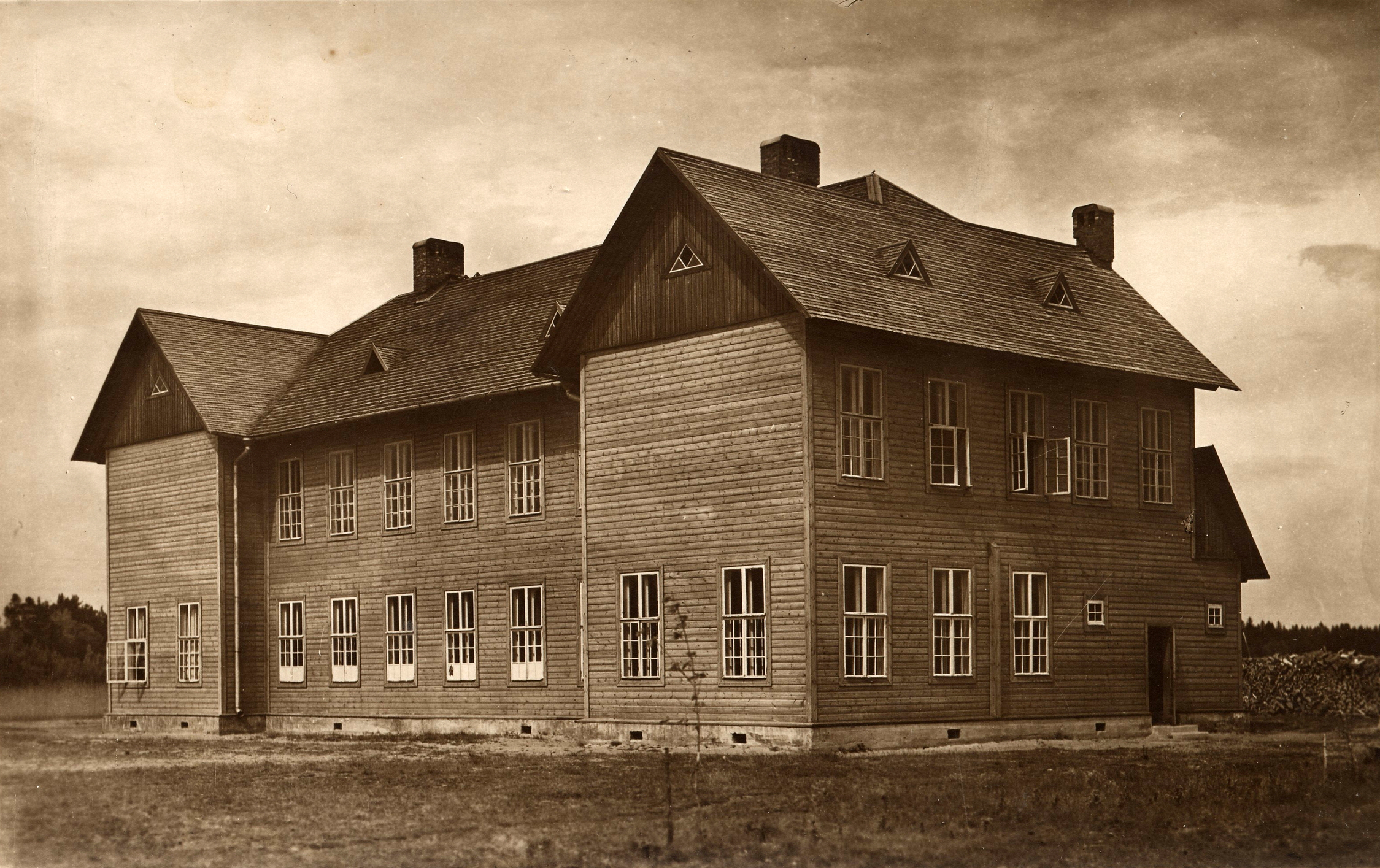
Финская школа в Калливере. 1933 год
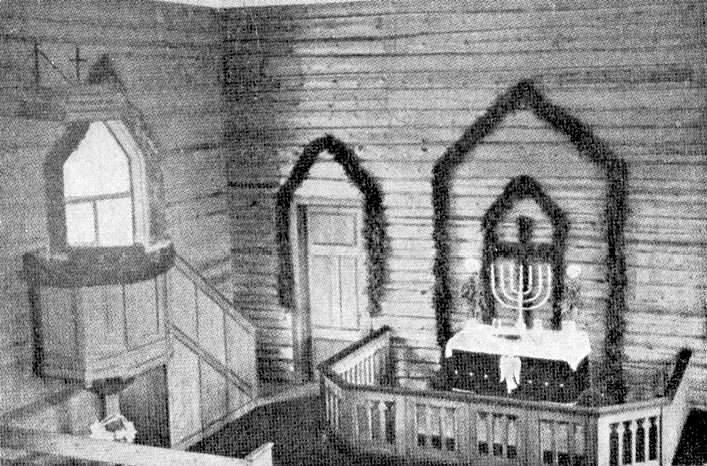
Интерьер кирхи. Открытка 1930-х годов.
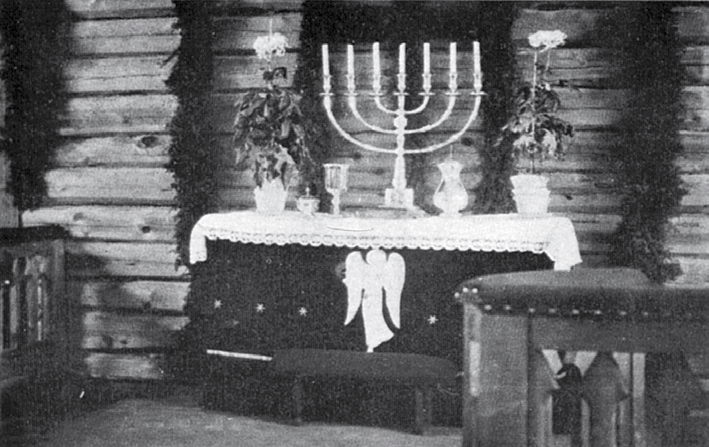
Интерьер кирхи в Калливере. Открытка 1930-х годов.
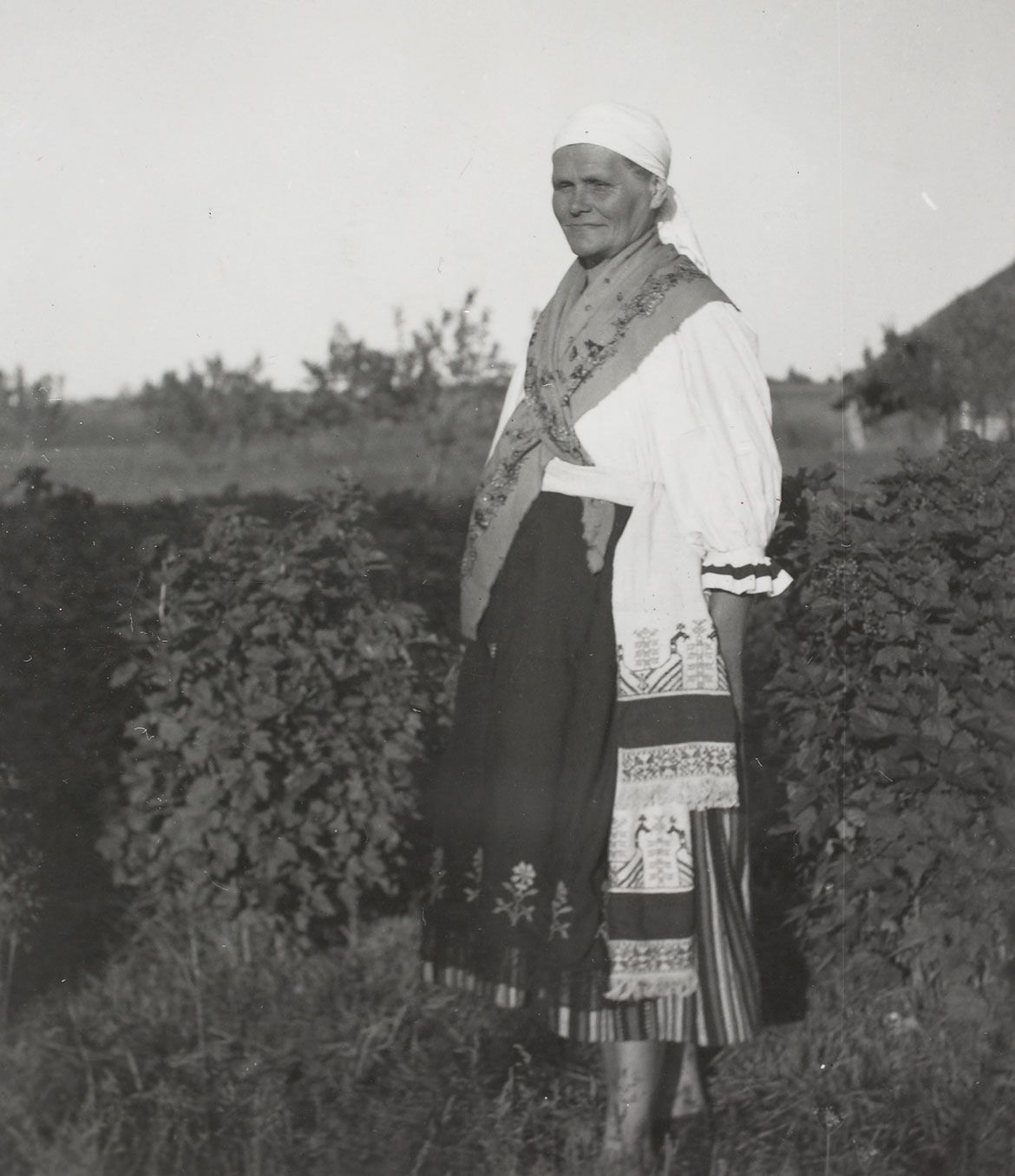
Исполнительница ингерманландских народных песен Валпури Вохта на хуторе Метсапалу деревни Калливере. 1939 год
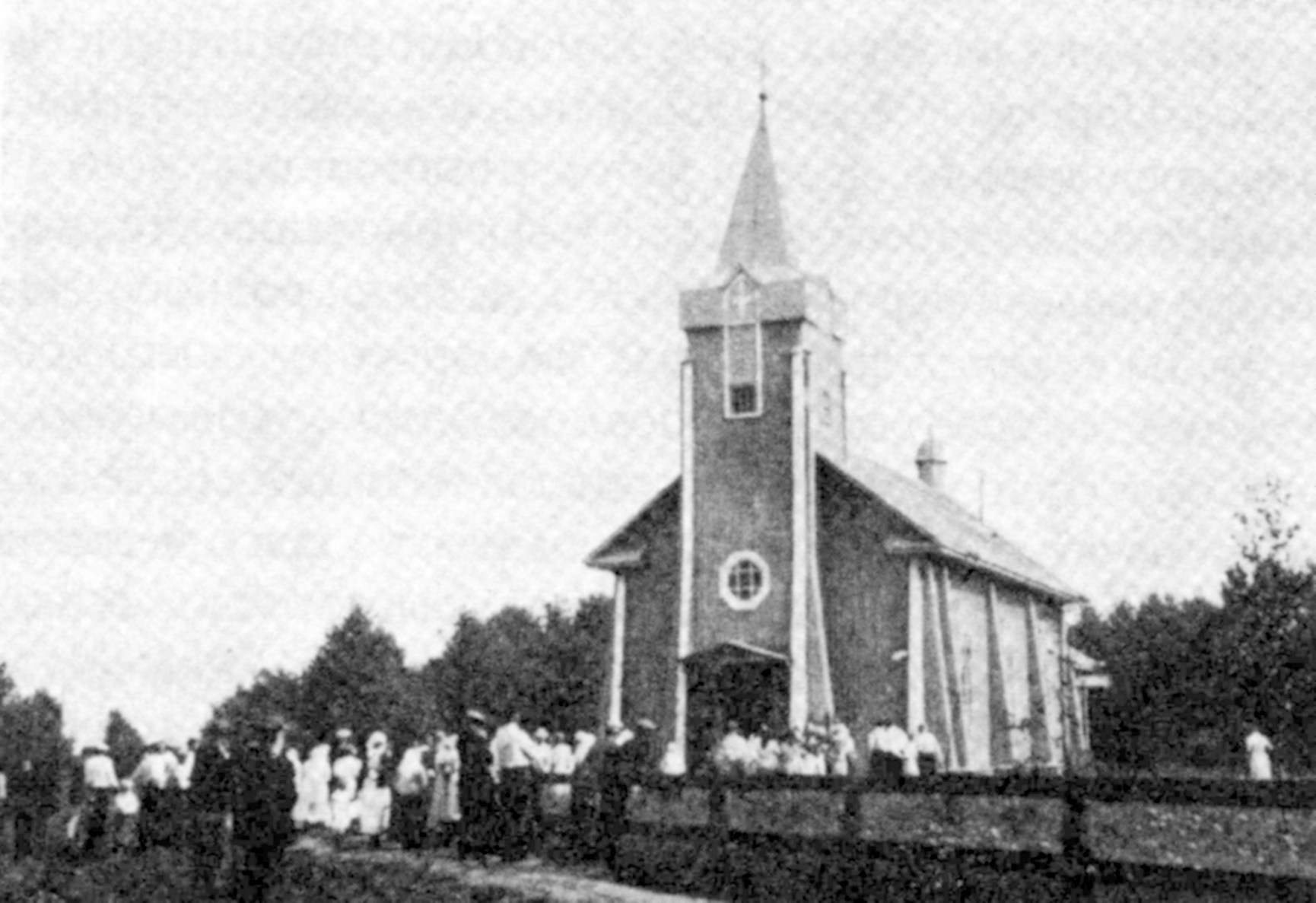
Кирха в Калливере. 1943 год

## Известные уроженцы
- Анна Тимофеевна Петряева (1894—1991) — профессор, заслуженный деятель науки РСФСР.

## Улицы
Речная, Центральная.